# Livade (Czarnogóra)
Livade (cyr. Ливаде) – wieś w Czarnogórze, w gminie Danilovgrad. W 2011 roku liczyła 161 mieszkańców.